# Аржадеево
Аржадеево — село в Большеигнатовском районе Мордовии. Входит в состав Старочамзинского сельского поселения.

## История
Впервые упоминается в 1624 году как деревня Старая Аржадеева. В «Списке населённых мест Симбирской губернии за 1863» Арчадеево владельческое село из 64 дворов Курмышского уезда.

## Население
| 2002 | 2010 |
| ---- | ---- |
| 202  | ↘176 |

Национальный состав
Согласно результатам Всероссийской переписи населения 2002 года, в национальной структуре населения мордва-эрзя составляли 96 %.

## Уроженцы
В. Н. Бахарев — герой Советского Союза.